# Сираи
Сираи (итал. Sirai) је насеље у Италији у округу Карбонија-Иглесијас, региону Сардинија.
Према процени из 2011. у насељу је живело 289 становника. Насеље се налази на надморској висини од 94 м.